# Batyskaf
En batyskaf (fransk batyscaphe) er en specielt konstrueret undervandsbåd beregnet til videnskabelige undersøgelser på stor dybde.